# Parc de La Hotoie
Le parc de La Hotoie est le plus ancien parc public de la ville d'Amiens situé à l'ouest du centre-ville.

## Histoire

### Moyen Age
L'existence d'un espace nommé La Hotoie, à l'extérieur des remparts, est attestée dès le Moyen Âge. Il donna son nom à l'une des portes de la ville. C'était au XIIIe siècle, une vaste prairie enserrée par deux bras de la Selle, affluent de la rive gauche de la Somme, servant de prés communaux où le bétail pouvait paître en liberté. Selon le Père Daire, une dame fortunée aurait fait don de cet espace pour servir de lieu de récréation pour la jeunesse. Le nom de La Hotoie apparaît pour la première fois dans un acte de 1221.
Au XVe siècle, le lieu était planté d'ormes sur lesquels venaient se percher des hérons. On y planta également des saules, des tilleuls, des peupliers. Des jeux de barres y furent organisés, on y jouait aussi aux boules. Les Amiénois s'y exerçaient au tir à l'arc.

### Époque moderne
Au XVIe siècle, François Ier (en 1517) puis Henri II (en 1550-1552) assistèrent aux jeux de barres. Des parades militaires y furent organisées comme en 1554 par les arquebusiers. En 1643, une revue de toutes les troupes logées à Amiens fut organisée (5 000 cavaliers, 2 000 fantassins).
En 1678, la municipalité fit aménager hors des remparts un « cours », c'est-à-dire, une promenade publique bordée de quatre alignements d’ormes, marquant l’entrée du « faubourg de la Hautoye ».

En 1707, François Machart décrivait ainsi le « cours de la Hautoye » : 

« C'est le lieu des divertissement de la bourgeoisie. c'est une grande prairie ayant la figure d'un rhomboïde, environnée de canaux et d'allées d'arbres. À une extrémité est un grand ovale fait de très beaux arbres et au milieu est un grand frêne ; ce lieu sert pour la danse ; le reste est partagé en plusieurs allées d'arbres qui se croisent. Toutes ces allées sont garnies de bancs peints en vert pour la commodité de ceux qui veulent voir passer le beau monde et les carrosses. Il y a des grandes places pour jouer à la paume ; cette prairie forme un beau tapis vert, qui, joint à l'obscurité des allées, forme un lieu enchanté. »

En 1742, le jardinier de la ville d'Amiens, Jacques Jumel-Riquier sous l'impulsion de l'intendant Chauvelin, décida la plantation de parterres de fleurs à la Petite Hotoie : lilas, seringats, giroflées, œillets de poètes, juliennes, croix de Jérusalem… un grand bassin ovale ou « miroir d’eau » fut creusé à l'extrémité de l'allée principale.
Dans le courant du XVIIIe s’édifièrent les principaux éléments du site : les deux triangles délimités par des alignements bordés de fossés, la petite Hotoie dans les marais au nord, les contre-allées, les dérivations de la basse Selle créant deux canaux plantés de peupliers perpendiculaires à l’axe principal et la haute Selle encerclant le bassin ovale ou « miroir d’eau » entouré d’une double plantation de tilleuls avec cascades et sculptures en pierre. Enfin, deux tapis de verdure furent créés dont un champ de Mars dévolu aux exercices militaires.

### Époque contemporaine
Pendant la Révolution française, La Hotoie fut un lieu de fêtes organisées par les autorités : un autel y fut dressé sur lequel trôna une statue de la Liberté. La fête de la Fédération s'y déroula les 4 et 14 juillet 1790 ; le 10 août 1793 y fut célébrée la fête de l'unité et de l'indivisibilité de la République.
Le 8 juin 1794, ce fut la fête de l’Être suprême. Enfin, le 14 juillet 1800, sous le Consulat, notables et habitants se rendirent en cortège devant les autels de la Patrie et de la Concorde pour honorer les morts à la guerre. En septembre de la même année, Murat et Lucien Bonaparte, ministre de l'Intérieur, assistèrent à une cérémonie du même ordre. Le 15 août 1806, on y célébra la fête de l'Empereur, en 1811, la naissance du roi de Rome. En 1814, les cosaques y campèrent.
Au XIXe siècle, l'arrivée du chemin de fer permettant d'atteindre d'autres lieux de villégiature et la démolition des remparts laissant place à de larges boulevards arborés provoquèrent une certaine désaffection du lieu qui prit l'aspect d'un jardin à l'anglaise.
En 1906, le parc accueillit un village sénégalais, véritable zoo humain.
À la fin du XXe siècle, les grilles d'entrée de l'hôtel de ville d'Amiens furent démontées et remontées à l'entrée du parc côté est.

## Caractéristiques

### Aménagements
Le parc de La Hotoie, est un vaste espace de 19 ha qui se compose de plusieurs ensembles :
- sur un côté sud, une vaste pelouse avec des jeux pour enfants, à l'extrémité de laquelle se trouve un kiosque à musique (de Guillot Pelletier),
- une large allée centrale,
- un plan d'eau aussi long que la pelouse, sur le côté nord,
- un bassin circulaire à l'ouest (2,8 ha),
- séparé par l'avenue Salvador-Allende, un espace arboré à l'est,
- des terrains de sport
- un kiosque à musique octogonal a été construit en 1893 par la Maison Guillot-Pelletier d'Orléans. La structure métallique repose sur un soubassement de pierre [9].

Le parc de la Hotoie est bordé au nord par le zoo d'Amiens.

### Faune et flore
- Canards et Cygnes,
- Goélands et Mouettes,
- Pigeons,
- Poules d'eau,
- Foulques,
- Oies,
- Hérons cendrés,
- Grèbes huppés,
- Cormorans,
- Chouettes,
- Grenouilles,
- Rats musqués,
- Lapins,
- Libellules et Demoiselles,
- alignements de Tilleuls,
- Aulnes,
- Bouleaux,
- Cerisiers,
- Saules Pleureurs,
- Frênes,
- Platanes séculaires

## Animations

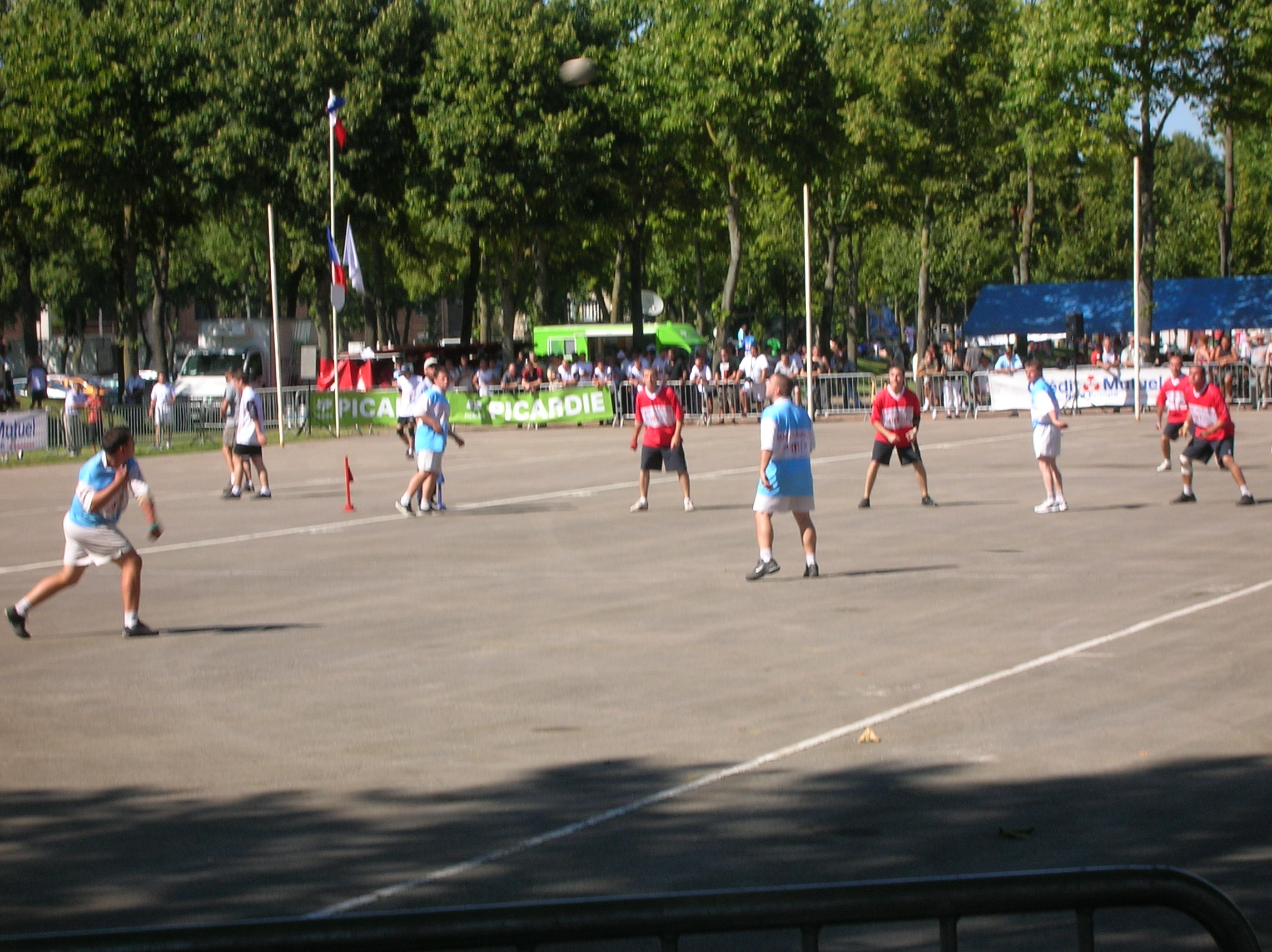
Ballon au poing
Championnat de France - 2009
parc de la Hotoie

C'est un lieu qui accueille un certain nombre de manifestations :
- jeux traditionnels picards,
- rencontres sportives (championnat de pétanque, de ballon au poing, course cycliste...),
- foire de la Saint-Jean (fin juin-début juillet),
- concerts,
- spectacles de cirque,
- les Défis "Jules Verne", les Mongolfiades, etc.
- réderie (brocante).

## Pour approfondir